# Диомерси Мбокани
Диомерси Мбокани е конгоански нападател.

## Кариера
Първият професионален клуб на Мбокани е Бел Ор. През 2005 преминава в един от най-известните конгоански отбори – ТП Мазембе. Диомерси демонстрира забележителни голови способности, отбелязвайки 40 гола в 40 мача в първия си сезон в Мазембе. През лятото на 2006 е привлечен под наем от Андерлехт. Конгоанецът почти не получава шанс, като до април 2007 записва едва 3 мача. В последните 5 кръга от първенствството отбелязва 4 гола. Отборът му печели титлата на Белгия.
През лятото на 2007 подписва със Стандарт Лиеж. Мбокани е на върна на атаката на може би един от най-силните отбори на Стандарт. Заедно с футболисти като Милан Йованович, Игор де Камарко, Аксел Витсел и Стивън Дефур. Клубът печели 2 шампионски титли и играе с успех в Лига Европа. През сезон 2008/09 Мбокани отбелязва 21 гола във всички турнири. На следващия сезон обаче Стандарт завършва на разочароващото 8 място и много от звездите на клуба напускат.
През юли 2010 нападателят е продаден на Монако за 7 милиона евро. Диомерси не успява да се наложи и вкарва само 1 гол в 10 срещи. На 27 януари 2011 в привлечен под наем от Волфсбург. Травма на коляното му попречва да получи игрова практика и нападателят изиграва 7 мача. На 12 август 2011 се завръща в Андерлехт и печели две титли на Белгия. През 2012 г. е обявен за футболист на годината в страната. През втория си престой в Андерлехт изиграва 52 мача и вкарва 32 гола.
През юни 2013 г. е закупен от Динамо Киев. През първия си сезон в клуба печели Купата на Украйна. През сезон 2014/15 губи титулярното си място от Артьом Кравец и не получава много шансове за изява.
През сезон 2015/16 играе под наем в тима на Норич Сити. От лятото на 2016 г. е преотстъпен на Хъл Сити.